# 田口麗斗
田口 麗斗（たぐち かずと、1995年9月14日 - ）は、広島県広島市佐伯区出身のプロ野球選手（投手）。左投左打。東京ヤクルトスワローズ所属。

## 経歴

### プロ入り前
2歳から五日市観音少年野球クラブで野球を始め、カープJrでNPB12球団ジュニアトーナメントに出場した。五日市観音中学校では、「五日市観音シニア」（軟式）に在籍し、エースとして県大会出場。広島新庄高等学校では1年生からベンチ入り、高校3年時の2013年全国高等学校野球選手権広島大会決勝にて広島県瀬戸内高等学校と対戦し、山岡泰輔と投手戦を演じ、延長15回を無失点完投。規定による引き分けで、決着は2日後の再試合（2013年7月30日）で、9回1失点完投と奮闘したが敗戦した。
甲子園大会には未出場ながら、第26回AAA世界野球選手権大会日本代表に選出され、大会では3試合に登板した。
2013年10月24日、ドラフト会議で読売ジャイアンツ（巨人）から3位指名を受け、契約金5000万円、年俸600万円（金額は推定）で入団。巨人の担当スカウトであった益田明典からは『東の松井（裕樹）、西の田口』という評価を与えられ、仮契約時の山下哲治スカウト部長のコメントでも「スライダーとカットボールは本当にレベルが高いし、何年か後には確実に一軍で活躍できる。」と評された。背番号は90。

### 巨人時代

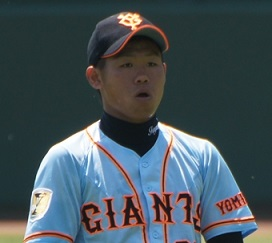
巨人時代（2014年）

2014年は二軍で7試合に登板し、2勝0敗、防御率1.75を記録。一軍登録なしでルーキーイヤーを終えた。オフに、30万円増の推定年俸630万円で契約を更改した。
2015年4月11日の東京ヤクルトスワローズ戦（東京ドーム）で先発投手として公式戦初登板、7回5被安打1失点で初勝利を収めた。またこの試合では1-1の同点で迎えた4回裏に打者として決勝打となる適時内野安打を打ち、プロ初安打・初打点も記録した。この年は先発ローテーション定着とまではいかなかったが13試合に登板し3勝5敗、防御率2.71の成績を残した。オフに、1170万円増の推定年俸1800万円で契約を更改した。
2016年も開幕から先発ローテーション入りし、4月27日の阪神タイガース戦（甲子園）ではプロ入り初の完投勝利を挙げた。8月3日の中日ドラゴンズ戦（ナゴヤドーム）ではプロ初完封を記録し、最終的に26試合に登板してプロ入り初、チーム唯一の2桁勝利となる10勝を挙げて規定投球回に到達した。オフの10月18日に「侍ジャパン 野球オランダ代表 野球メキシコ代表 強化試合」の日本代表に選出されたことが発表された。オフに、3200万円増の推定年俸5000万円で契約を更改した。
2017年は開幕から好調を維持し、一時は8連勝を記録する。しかし、シーズン終盤が近づいた9月6日の中日戦で谷哲也に3点本塁打を打たれるなど6回4失点で敗戦投手になり連勝がストップ。やや調子を落としていき、10月1日の阪神戦では先発するも4回3失点でKOされ敗戦投手になり、チーム11年ぶりBクラスが決まった。それでも前年を上回る13勝を挙げ、前年の10敗から半分以下の4敗にとどめた。オフの10月12日に第1回アジア プロ野球チャンピオンシップの日本代表に選出された。11月19日の決勝戦に先発登板。7回を無失点に抑えて勝利投手となり、優勝に貢献した。オフに、4000万円増の推定年俸9000万円で契約を更改した。
2018年はシーズン当初から調子が上がらず、オールスター前で被本塁打が10本を超えるなど不振が続き、7月上旬には登録を抹消された。以降9月のヤクルト戦に登板した以外は一軍登板はなく、登板10試合連続勝ち星なしでシーズンが終わりわずか2勝に終わったが、広島東洋カープとのクライマックスシリーズ ファイナルステージ第2戦では6回まで無失点の好投を見せた。オフに、1500万円減の推定年俸7500万円で契約を更改し、背番号が28に変更されることが発表された。
2019年は開幕を二軍で迎えた。5月5日に一軍昇格を果たすと、同日の広島戦に4年ぶりとなる中継ぎとして登板した。5月8日の横浜DeNAベイスターズ戦（新潟）でプロ初ホールドを記録、7月9日の阪神戦（甲子園）ではクローザーとして登板し、プロ初セーブを記録した。このシーズンは7月にオールスターを挟んで10試合連続登板のセ・リーグタイ記録を記録するなど55試合に登板する大車輪の活躍でチームのリーグ優勝に貢献した。ポストシーズンでは、阪神と対戦したクライマックスシリーズファイナルステージ第1戦でセーブを挙げるなど2試合に登板。福岡ソフトバンクホークスと対戦した自身初の日本シリーズでもリリーフとして2試合に登板した。しかしチームは敗退した。オフの10月1日に第2回プレミア12の日本代表に選出された。同大会で日本はプレミア12で初優勝し、自身も中継ぎ登板で好投。日本の優勝に貢献した。オフに、1000万円増の推定年俸8500万円で契約を更改し、先発への再挑戦を希望した。
2020年は開幕ローテーションの2人目として1勝1敗を挙げ、3試合目の先発となった7月4日の中日戦で3回を投げ終えたところで左太腿の張りのため降板。翌7月5日に出場登録を抹消された。8月1日に再登録されると、再び先発として11試合で4勝5敗を記録。10月8日に、再び登録を抹消された。10月18日に再登録された以降は中継ぎに配置転換され、シーズンを終えた。最終的に26試合に登板し、5勝7敗1セーブ2ホールド、防御率4.63だった。12月16日、1500万円減の推定年俸7000万円で契約を更改した。

### ヤクルト時代
2021年3月1日に東京ヤクルトスワローズの廣岡大志との交換トレードで移籍し、この日に公示された。背番号は「34」。開幕第2戦目の3月27日の阪神戦で移籍後初登板初先発したが2回1/3を6失点でKOされ敗戦投手になった。4月3日には古巣・巨人戦に先発するとリリーフ陣が8・9回に失点して同点に追いつかれたため勝利投手にはなれなかったが7回無失点に抑える好投を見せた。4月20日の広島戦で6回を1失点で抑える好投で移籍後初勝利となった。好投しても、野手の援護に恵まれず勝利投手になれなかったが、5月27日の北海道日本ハムファイターズ戦（明治神宮野球場）で移籍後、本拠地初勝利を挙げた。交流戦明けからは投球に安定感を欠くようになり、終盤に入るとブルペンに入り左打者へのリリーフを中心に奮闘しリリーフでは16試合1勝1敗3ホールド防御率3.29、11試合無失点を記録した、ヤクルトにおいても先発・リリーフ双方をこなしチームの優勝に貢献した。前所属球団の巨人が2019年、2020年に優勝していたこともあり、3年連続でセ・リーグ優勝を経験することになった。日本シリーズではやや不安定な投球が続いていたが、第6戦で役割を果たし成績的には3試合で1ホールド無失点を記録し自身初となる日本一に貢献した。
2022年は、救援投手としてブルペンを支え、開幕から27試合目の7月6日の巨人戦で失点をするまでは自責点0の無失点登板が続いた。イニング途中からの登板が多く、史上最速でマジックを点灯させた好調のチームの危機を救い続けてきた。5月24日の日本ハム戦（神宮）では、1対1の同点の延長10回に無死満塁の場面で登板し、絶体絶命のピンチを3者凡退の無失点で抑える完璧な投球を見せ、チームをサヨナラ勝利に導いた。しかし、7月9日にチーム内で新型コロナウィルスの感染が広まり、田口も陽性判定を受けて登録抹消。その後隔離療養を経て一軍に合流すると7月30日の阪神戦（甲子園）でリリーフ登板し、24日ぶりに復帰を果たした。前年に引き続きチームを支え、2連覇に貢献した。12月7日には8800万円で契約を更改した。
2023年は、前年まで抑えをしていたスコット・マクガフに代わり、開幕から抑えとして起用された。最終的に50試合に登板し、3勝5敗33セーブ、防御率1.86を記録。シーズンオフに、同年に取得した国内FA権を行使せずに残留し、3年総額5億5000万円でサインした。将来的なメジャーリーグ挑戦希望を口にし、翌年中に取得見込みである海外FA権取得時には改めて話し合いをすることで合意した。
2024年も抑えとして期待され、開幕戦では9回のマウンドに上がったものの、1回2安打1四球で1点を失うなど安定感がなく、翌日に出場選手登録を抹消された。5月17日に一軍復帰を果たし、翌18日に復帰登板を果たした。しかしその後も6月27日の広島戦（マツダスタジアム）で不振の坂倉将吾にサヨナラ打を浴びるなど状態が上向かず、守護神を剥奪された。9月3日に海外FA権を取得。この年は最終的に41試合の登板で1勝4敗7セーブ、防御率2.94に終わり、オフの契約更改では保留することなく現状維持でサインした。海外移籍については「自分が弱すぎて決断には至らなかった」と言及し、オプトアウト権を行使することはしなかった。
2025年も開幕戦で3点リードの9回に登板するも、若林楽人、吉川尚輝に適時打を浴びてリードを守り切れず、チームもこの試合に敗れた。

## 選手としての特徴

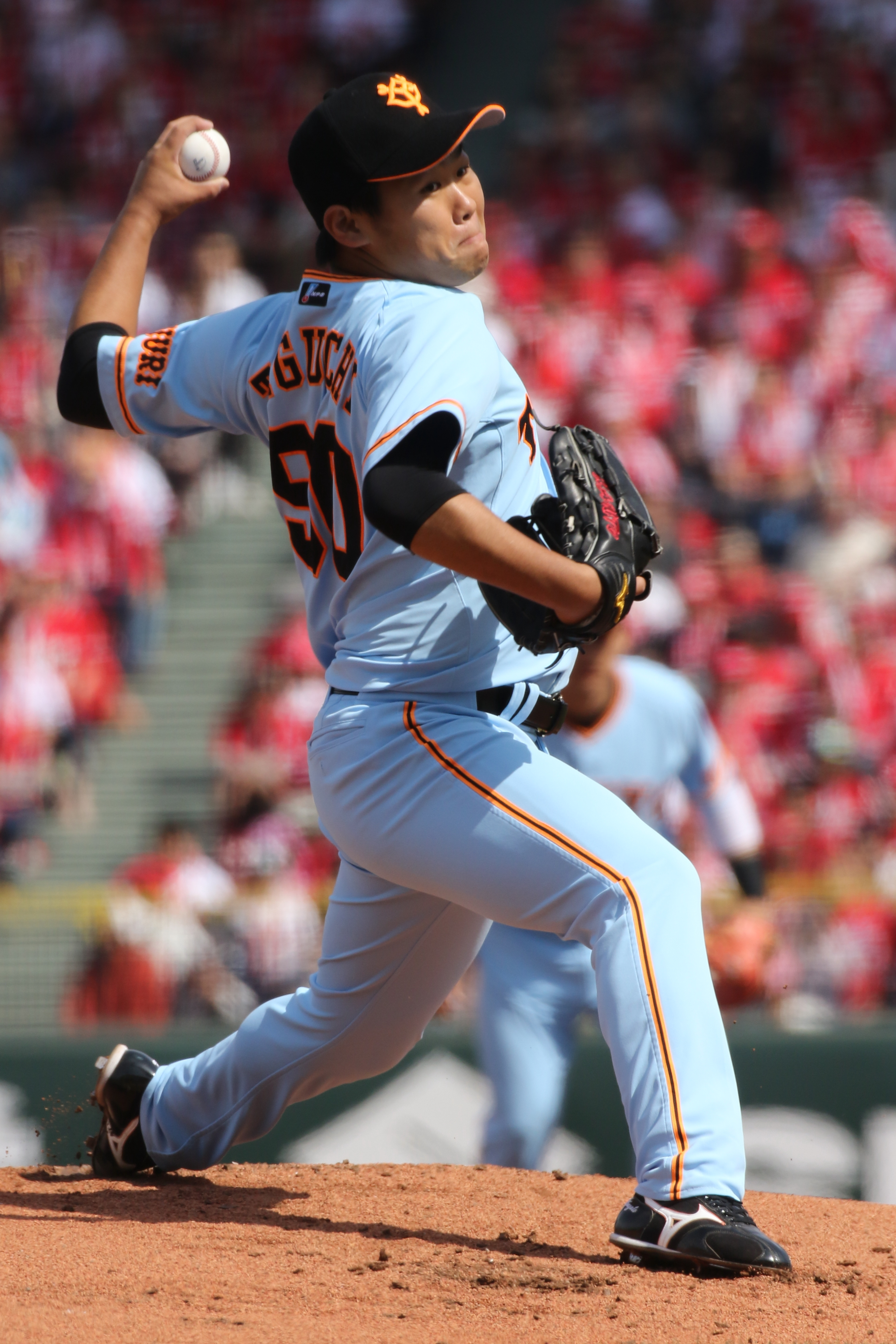
巨人時代（2016年4月2日）

身長171cmと投手としては小柄であり、140km/h台の直球とスライダー、フォーク、カットボール、ツーシームを中心に投球を組み立て、そこにチェンジアップ、スローカーブなどの緩い変化球も加えている。リリーフ時には自己最速151km/hを記録した。
高校時代は最速147km/hを計測した直球、カーブ、スライダー等で特にキレのあるスライダーが武器であり、素晴らしいとスカウトからも認められた。奪三振能力・制球力が高く、当初は中継ぎ候補として指名されたが、スタミナもある。
打撃に関しても投手としては申し分なく、2020年ではタイ記録とはいえ投手として、そのシーズンでの最多安打である6本を放った。

## 人物
愛称は「マリモ」。
家族は両親と妹。毎年オフに広島の実家に帰ることが楽しみ。
名前の由来は「北斗のように麗しく」である。
巨人時代のチームメイトの畠世周が遠い親戚であることを、2020年5月10日にインスタライブで告白している。なお、畠とは高校時代に対戦経験がある。
2歳の時に小児急性熱性皮膚粘膜リンパ節症候群、いわゆる川崎病に罹患し、中学生になるまで闘病生活を続けていた。田口自身は「子供の頃に病院の方々にお世話になり、大変感謝している」と振り返る。そのこともあって日本での新型コロナウイルス流行を受け、対応に当たっている故郷の広島県の医療従事者を励ますべくサージカルマスク1万枚を寄付した。
小学生時代からの原辰徳のファンで、小学生の時には「巨人で活躍して優勝したら、原監督を（自身の好物である）やきそばパーティに招待したいです」という絵作文を書いていた。料理を作ることが得意である。
ドラフト指名時には「小さいころから夢見た舞台に立てるのでうれしいです。頭が真っ白になりました」と語り、高校日本代表として共に戦った松井裕樹との対戦を熱望し、目標は最終的には「200勝投手、内海さんのように誰からも信頼されるエースになりたいと思います」と語っている。
2015年、本拠地での登場曲に同郷で誕生日が同じ矢沢永吉のキャロル時代の曲『ファンキー・モンキー・ベイビー』を使用した。
2017年1月5日、母校の広島新庄高校で2学年後輩だった一般女性と結婚。同校が夏の甲子園に出場した際、応援団として参加してテレビの試合中継に映り、「美しすぎるチアリーダー」として話題になったことのある女性である。
明るく人懐っこい性格でチームのムードメーカー的存在である。巨人からヤクルトに移籍が決まった際は、巨人関係者から惜しむ声が挙がった。
野球選手のものまねが得意であり、巨人時代は球団公式YouTubeチャンネルで度々披露していた。
2021年にヤクルトに移籍したが元々は巨人の選手だったこともあり、やり方が全然違うなどの違和感を感じることが特にあったという。
2023年5月20日に横浜スタジアムで行われた対DeNA戦で自身はこの試合登板していないものの、ヤクルトの投手3人が試合を通して3つの死球を出し試合の一部で乱闘騒ぎが起こった。試合後の夜、自身のInstagram上でライブ配信を行い、騒動をめぐる持論を展開、一部のファンなどに対し「同じ土俵に立ってないし、同じレベルの世界で生きてないって、俺思っちゃうんよね。そういう人のこと、申し訳ないけど、見下してしまうんですよ」と発言し物議を醸し炎上、翌日Twitterに謝罪文を投稿した。
2023年8月19日、神宮球場で行われた対中日戦でヤクルト木澤尚文の投球が中日石川昂弥の頭部への死球となり、石川は救急搬送により交代、木澤も危険球退場という事態が発生したが、田口自身は試合後、いつも通りスワローズファンへの勝利パフォーマンスをしてしまった。のちに、Xで「先程、石川選手が病院へ搬送されたとニュースを見ました。試合中、試合直後だったので情報が入ってきておらずいつも通りスワローズファンの皆様へのパフォーマンスをしました。石川選手の無事を祈ります。そしてドラゴンズ関係者の皆様不快な気持ちになる行動をとってしまいすみませんでした。」と釈明した。

## 詳細情報

### 年度別投手成績
| 年 度      | 球 団      | 登 板 | 先 発 | 完 投 | 完 封 | 無 四 球 | 勝 利 | 敗 戦 | セ 丨 ブ | ホ 丨 ル ド | 勝 率 | 打 者 | 投 球 回 | 被 安 打 | 被 本 塁 打 | 与 四 球 | 敬 遠 | 与 死 球 | 奪 三 振 | 暴 投 | ボ 丨 ク | 失 点 | 自 責 点 | 防 御 率 | W H I P |
| ---------- | ---------- | ----- | ----- | ----- | ----- | -------- | ----- | ----- | -------- | ----------- | ----- | ----- | -------- | -------- | ----------- | -------- | ----- | -------- | -------- | ----- | -------- | ----- | -------- | -------- | ------- |
| 2015       | 巨人       | 13    | 12    | 0     | 0     | 0        | 3     | 5     | 0        | 0           | .375  | 274   | 66.1     | 54       | 5           | 26       | 1     | 3        | 64       | 2     | 1        | 26    | 20       | 2.71     | 1.21    |
| 2016       | 巨人       | 26    | 26    | 2     | 1     | 0        | 10    | 10    | 0        | 0           | .500  | 668   | 162.0    | 150      | 15          | 49       | 0     | 6        | 126      | 1     | 0        | 54    | 49       | 2.72     | 1.23    |
| 2017       | 巨人       | 26    | 26    | 3     | 2     | 1        | 13    | 4     | 0        | 0           | .765  | 709   | 170.2    | 159      | 14          | 49       | 1     | 4        | 122      | 1     | 0        | 59    | 57       | 3.01     | 1.22    |
| 2018       | 巨人       | 16    | 16    | 1     | 0     | 0        | 2     | 8     | 0        | 0           | .200  | 396   | 86.1     | 113      | 13          | 27       | 2     | 6        | 60       | 1     | 0        | 52    | 46       | 4.80     | 1.62    |
| 2019       | 巨人       | 55    | 2     | 0     | 0     | 0        | 3     | 3     | 1        | 14          | .500  | 276   | 65.1     | 59       | 11          | 18       | 2     | 2        | 66       | 2     | 0        | 30    | 30       | 4.13     | 1.18    |
| 2020       | 巨人       | 26    | 14    | 0     | 0     | 0        | 5     | 7     | 1        | 2           | .417  | 379   | 89.1     | 91       | 10          | 26       | 2     | 5        | 58       | 2     | 0        | 48    | 46       | 4.63     | 1.31    |
| 2021       | ヤクルト   | 33    | 17    | 0     | 0     | 0        | 5     | 9     | 0        | 4           | .357  | 449   | 100.2    | 126      | 10          | 28       | 3     | 2        | 81       | 1     | 0        | 59    | 45       | 4.02     | 1.53    |
| 2022       | ヤクルト   | 45    | 0     | 0     | 0     | 0        | 1     | 1     | 2        | 18          | .500  | 143   | 36.0     | 30       | 0           | 8        | 2     | 3        | 31       | 1     | 0        | 7     | 5        | 1.25     | 1.06    |
| 2023       | ヤクルト   | 50    | 0     | 0     | 0     | 0        | 3     | 5     | 33       | 6           | .375  | 193   | 48.1     | 39       | 2           | 13       | 1     | 0        | 55       | 1     | 0        | 11    | 10       | 1.86     | 1.08    |
| 2024       | ヤクルト   | 41    | 0     | 0     | 0     | 0        | 1     | 4     | 7        | 13          | .200  | 139   | 33.2     | 34       | 2           | 9        | 0     | 1        | 22       | 2     | 0        | 14    | 11       | 2.94     | 1.28    |
| 通算：10年 | 通算：10年 | 331   | 113   | 6     | 3     | 1        | 46    | 56    | 44       | 57          | .451  | 3626  | 858.2    | 855      | 82          | 253      | 14    | 32       | 685      | 14    | 1        | 360   | 319      | 3.34     | 1.29    |

- 2024年度シーズン終了時

### WBSCプレミア12での投手成績
| 年 度 | 代 表 | 登 板 | 先 発 | 勝 利 | 敗 戦 | セ ｜ ブ | 打 者 | 投 球 回 | 被 安 打 | 被 本 塁 打 | 与 四 球 | 敬 遠 | 与 死 球 | 奪 三 振 | 暴 投 | ボ ｜ ク | 失 点 | 自 責 点 | 防 御 率 |
| ----- | ----- | ----- | ----- | ----- | ----- | -------- | ----- | -------- | -------- | ----------- | -------- | ----- | -------- | -------- | ----- | -------- | ----- | -------- | -------- |
| 2019  | 日本  | 3     | 0     | 0     | 0     | 1        | 14    | 4.0      | 4        | 0           | 0        | 0     | 0        | 2        | 0     | 0        | 0     | 0        | 0.00     |

### 年度別守備成績
| 年 度 | 球 団    | 投手  | 投手  | 投手  | 投手  | 投手  | 投手     |
| 年 度 | 球 団    | 試 合 | 刺 殺 | 補 殺 | 失 策 | 併 殺 | 守 備 率 |
| ----- | -------- | ----- | ----- | ----- | ----- | ----- | -------- |
| 2015  | 巨人     | 13    | 3     | 11    | 0     | 1     | 1.000    |
| 2016  | 巨人     | 26    | 6     | 31    | 1     | 2     | .974     |
| 2017  | 巨人     | 26    | 9     | 37    | 1     | 2     | .979     |
| 2018  | 巨人     | 16    | 0     | 18    | 0     | 1     | 1.000    |
| 2019  | 巨人     | 55    | 2     | 11    | 1     | 0     | .929     |
| 2020  | 巨人     | 26    | 3     | 14    | 1     | 1     | .944     |
| 2021  | ヤクルト | 33    | 4     | 13    | 1     | 1     | .944     |
| 2022  | ヤクルト | 45    | 1     | 8     | 0     | 1     | 1.000    |
| 2023  | ヤクルト | 50    | 1     | 10    | 0     | 1     | 1.000    |
| 2024  | ヤクルト | 41    | 1     | 4     | 1     | 1     | .833     |
| 通算  | 通算     | 331   | 30    | 157   | 6     | 11    | .969     |

- 2024年度シーズン終了時

### 表彰
- 月間MVP：1回（投手部門：2016年7月）
- 月間アットホームヒーロー賞：1回（2016年8月）
- 東鉄工業 presents 燕の下の力持ち賞（2022年3 - 5月度[90]）

### 記録
初記録
投手記録
- 初登板・初先発登板・初勝利・初先発勝利：2015年4月11日、対東京ヤクルトスワローズ2回戦（東京ドーム）、7回5安打1失点[8]
- 初奪三振：同上、1回表に山田哲人から空振り三振
- 初完投・初完投勝利：2016年4月27日、対阪神タイガース5回戦（阪神甲子園球場）、9回7安打1失点
- 初完封勝利：2016年8月3日、対中日ドラゴンズ14回戦（ナゴヤドーム）、9回2安打7奪三振
- 初ホールド：2019年5月8日、対横浜DeNAベイスターズ8回戦（HARD OFF ECOスタジアム新潟）、7回裏に2番手で救援登板、1回無失点
- 初セーブ：2019年7月9日、対阪神タイガース戦12回戦（阪神甲子園球場）、9回裏二死から4番手で救援登板・完了、1/3回無失点

打撃記録
- 初打席：2015年4月11日、対東京ヤクルトスワローズ2回戦（東京ドーム）、2回裏に石川雅規から遊ゴロ
- 初安打・初打点：同上、4回裏に石川雅規から三塁適時内野安打

その他の記録
- 1イニング4奪三振：2018年7月4日、対横浜DeNAベイスターズ13回戦（東京ドーム）、2回表にネフタリ・ソト、乙坂智、嶺井博希（振り逃げ）、石川雄洋から ※史上21人目
- 10試合連続登板：2019年7月6日 - 7月20日 ※セ・リーグ史上5人目となる最長タイ記録
- オールスターゲーム出場：2回（2017年、2023年）

### 背番号
- 90（2014年[4] - 2018年）
- 28（2019年[18] - 2021年2月28日）
- 34（2021年3月1日[31] - ）

### 登場曲
- 「ファンキー・モンキー・ベイビー (LIVE DECADE 1990-1999収録)」矢沢永吉（2015年）
- 「Everywhere You Look (Full House)」Union of Sound（2016年 - 2018年、2021年 ）
- 「The Greatest Show」The Greatest Showman サントラより（2018年）
- 「Give Me Just One Night feat. MIHIRO～マイロ～」AK-69（2018年）
- 「RISE」大友康平（2018年）
- 「Divine Wind -KAMIKAZE-」AK-69（2019年）
- 「マイ　フレンド」ZARD（2022年、2024年）
- 「エース登板」中川幸太郎（2023年）
- 「Not Like Us」Kendrick Lamar（2025年-）

### 代表歴
- 2013年AAA世界野球選手権大会日本代表
- 2017 アジア プロ野球チャンピオンシップ 日本代表
- 2019 WBSCプレミア12 日本代表
- 2023 アジア プロ野球チャンピオンシップ 日本代表